# Tori Kinard
Tori Kinard (* 24. November 1987) ist eine US-amerikanische Tennisspielerin.

## Karriere
Kinard spielt überwiegend auf Turnieren des ITF Women’s Circuit, bei denen sie bislang noch keinen Titelgewinn feiern konnte. 
Sie spielt seit 2012 Qualifikationsrunden für Turniere der WTA Tour und WTA Challenger Series, konnte dort aber noch nie das Hauptfeld erreichen. Bei den Japan Women’s Open scheiterte sie nur knapp an der Teilnahme am Hauptfeld, nachdem sie nach zwei Siegen in den ersten beiden Runden der Qualifikation gegen Ana Bogdan mit 6:1, 4:6 und 4:6 in der Qualifikationsrunde unterlag. Ihren größten Erfolg verbuchte sie 2014 in Glen Iris (Australien), wo sie Han Xinyun im Finale mit 2:6 und 3:6 unterlag. 